# Bar mleczny

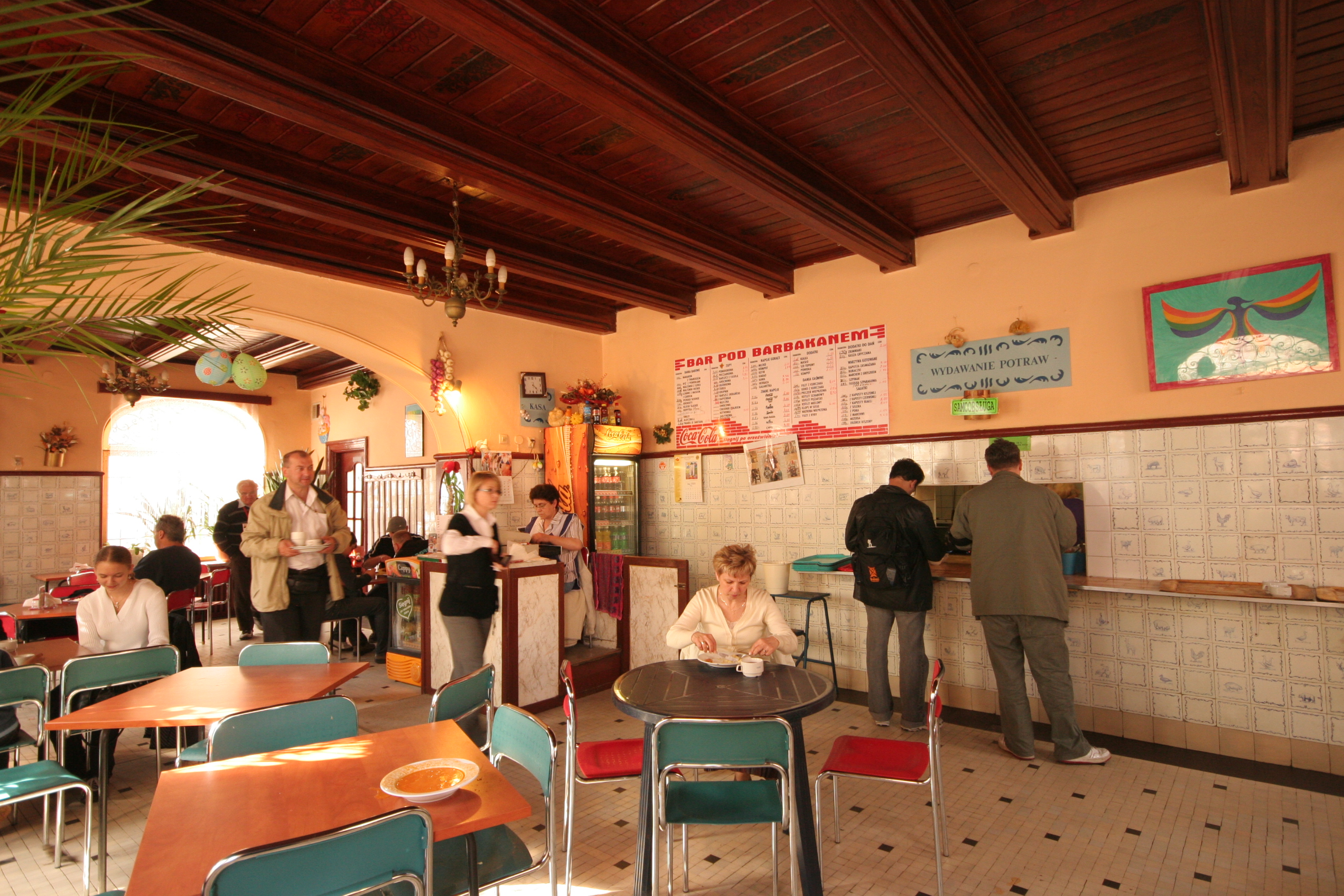
Interno di un moderno bar mleczny

Il bar mleczny (lett. "bar latteria") è un tipo di caffetteria con self-service a basso costo diffuso in Polonia, che serve prevalente cibo tradizionale con latticini e senza carne.

## Storia

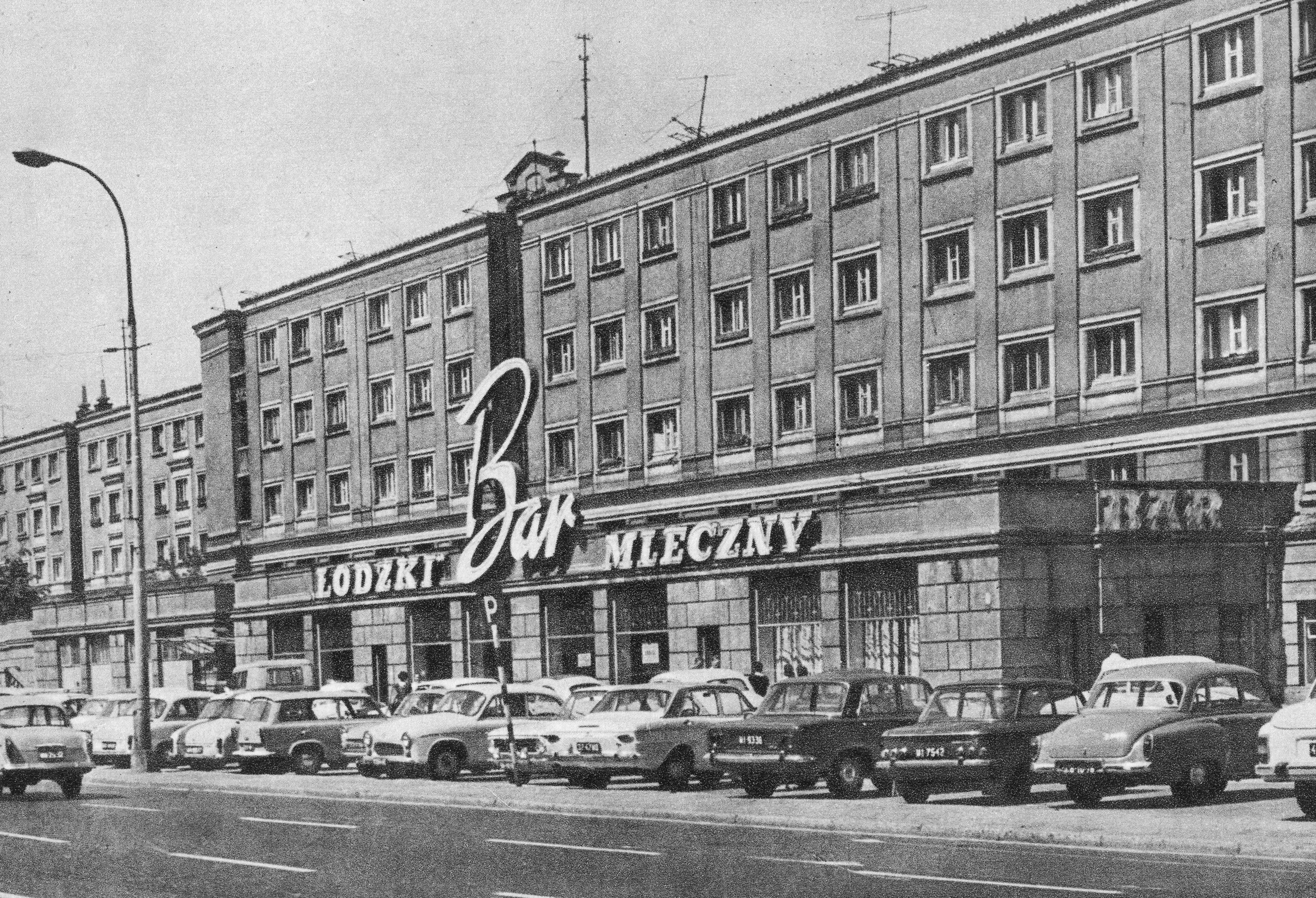
Un bar mleczny di Varsavia negli anni settanta

Il Mleczarnia Nadświdrzańska, ricordato per essere stato il primo bar mleczny, fu fondato nel 1896 a Varsavia da Stanisław Dłużewski, un membro della nobiltà terriera polacca. Sebbene i tipici bar mleczny avessero un menu basato su prodotti lattiero-caseari, questi stabilimenti generalmente servivano anche altri piatti tradizionali polacchi non caseari. Il successo dei primi bar latteria polacchi incoraggiò altri uomini d'affari ad aprire nuovi locali identici. Quando la Polonia riguadagnò la sua indipendenza dopo la prima guerra mondiale, i bar mleczny si diffusero in tutto il Paese. Questi locali servivano cibo nutriente ed economico, acquisendo così ancora più importanza durante la depressione economica degli anni trenta e la seconda guerra mondiale.
Dopo la caduta del regime nazista, la Polonia divenne uno stato comunista facente parte del blocco orientale. Contrariamente a quanto asseriva la propaganda ufficiale, la maggior parte della popolazione era povera e anche i ristoranti che servivano alimenti a prezzi abbordabili venivano screditati e giudicati "capitalisti". Negli anni del dopoguerra la maggior parte dei ristoranti furono nazionalizzati e fatti chiudere dalle autorità comuniste. A metà degli anni sessanta, i bar mleczny offrivano pasti economici a base di latticini e vegetariani alle persone che lavoravano in aziende non dotate di una mensa. Un tempo sovvenzionati dal governo locale, molti bar mleczny furono costretti a chiudere a causa dell'introduzione del libero mercato, mentre quelli superstiti furono privatizzati e costretti ad aumentare i prezzi.
All'inizio degli anni 2010, anche grazie all'ondata di nostalgia per la Repubblica Popolare di Polonia, riemerse la moda dei bar mleczny. La buona reputazione di cui essi godono li ha resi più volte oggetto di gentrificazione, e proprio per questo vengono difesi da gruppi di attivisti. Oggi i bar mleczny sono di proprietà privata, ma in parte sovvenzionati dallo Stato.